# Puente Internacional Bella Unión - Barra do Quaraí
El Puente Internacional Bella Unión - Barra do Quaraí, inaugurado en 1976, está ubicado sobre el río Cuareim, en el km 636 de la ruta 3, que permite su entronque con la red de carreteras de Brasil a través de la BR 472. Conecta a la ciudad de Bella Unión en Uruguay con la ciudad de Barra do Quaraí en Brasil. 
Construido con concreto, con un largo total de 670 m y un ancho de rodadura de 8,5 m, es un importante paso de frontera en el eje del Mercosur, que puede dinamizarse a partir del proyecto de puente Bella Unión - Monte Caseros, con Argentina. 
Paralelo a este existe un puente ferroviario, inaugurado el 3 de junio de 1915, el cual servía de transporte de cargas y pasajeros por tren desde Barra do Quarai y Uruguayana, hasta Bella Unión y Salto. Dicho puente no es utilizado desde las décadas finales del siglo XX.